# Lohbach (Elbbach)
Der Lohbach ist ein rund 2,7 km (mit Horbach 4,4 km) langer rechter und östlicher Zufluss des Elbbaches im Westerwald. 

## Geographie

### Quellbäche
Der Lohbach entsteht auf einer Höhe von 176 m ü. NHN aus dem Zusammenfluss von Horbach und Hundsangener Bach östlich von Hundsangen nahe der bereits zu Hadamar gehörenden Pletschmühle im Westerwald. Manche bezeichnen das gesamte Fließgewässer, einschließlich des Horbaches, als Lohbach.

#### Horbach
Der Horbach ist der 1,7 Kilometer lange linke Quellbach des Lohbaches. 
Der Horbach entspringt im rheinland-pfälzischen Westerwald nordöstlich von Hundsangen am Fuße des Südhanges des Rauhen Kopfes direkt an der Grenze zu Hessen. Seine Quelle liegt in einem Mischwald auf einer Höhe von 240 m ü. NHN (Koordinaten). Er fließt in Richtung Südosten  an der Grenzlinie zwischen den beiden Bundesländern entlang und vereinigt sich schließlich auf rheinland-pfälzischen Boden mit dem aus dem Westen kommenden Hundsangener Bach zum Lohbach.

#### Hundsangener Bach
Der Hundsangener Bach ist der rechte Quellbach des Lohbaches. 
Der Hundsangener Bach vereinigt sich nach einem Lauf von etwa 2,6 Kilometer mit dem aus dem Norden kommenden Horbach zum Lohbach.

### Verlauf
Nach der Vereinigung seiner beiden Quellbäche überquert der Lohbach die Grenze nach Hessen und wird gleich darauf auf seiner linken Seite vom aus dem Norden kommenden Frohnbach gespeist. Der Lohbach bewegt sich nunmehr in Richtung Südwesten, passiert südlich des Gertsbergs die Pletschmühle und fließt danach durch Wiesen und Brachland. An seinen Ufer wechselt Baumbewuchs, der teils in Galerie steht, teils sich waldartig ausbreitet, mit Krautfluren und Hochstauden und das Substrat seiner Sohle besteht dort aus natürlichen Steinen und Schotter. Nördlich des Schnepfenhäuser Hofs nimmt er auf seiner rechten Seite einen von Süden kommenden Bach auf, fließt dann an der Walkmühle vorbei und mündet schließlich auf einer Höhe von 140 m ü. NN am Nordrand von Hadamar in den Elbbach.

### Zuflüsse
- Horbach (linker Quellbach), 1,7 km
- Hundsangener Bach (rechter Quellbach), 2,6 km
- Frohnbach (links), 1,5 km

### Flusssystem Elbbach
- Fließgewässer im Flusssystem Elbbach